# Championnats de France de ski nordique 2013
Navigation
2012 2014
La 100e édition des Championnats de France de ski nordique se déroule à Chaux-Neuve dans le massif du Jura pour les épreuves de combiné nordique et saut à skis et aux Contamines-Montjoie dans le massif du Mont-Blanc pour les épreuves de biathlon et de ski de fond, du 30 mars au 1er avril 2013. 

## Résultats

### Combiné nordique
| Épreuves                              | Or                | Argent       | Bronze          |
| Individuel Hommes résultats détaillés | Sébastien Lacroix | Hugo Buffard | Maxime Laheurte |

### Saut à ski
| Épreuves    | Or                                                                         | Argent                                                                                       | Bronze                                                                |
| Hommes      | Vincent Descombes-Sevoie                                                   | Ronan Lamy-Chappuis                                                                          | Jason Lamy-Chappuis                                                   |
| Femmes      | Léa Lemare                                                                 | Julia Clair                                                                                  | Coline Mattel                                                         |
| Par équipes | Jura- Théo Hannon - Samuel Guy - Jason Lamy-Chappuis - Ronan Lamy Chappuis | Mont Blanc- Benjamin Raffort - Alexandre Mabboux - François Braud - Vincent Descombes Sevoie | Savoie - Sacha Gardet - Nicolas Mayer - Jonathan Learoyd - Léa Lemare |